# Antonio Loprieno
Antonio Loprieno (Bari, 1955) è un egittologo italiano, professore all'Università di Basilea (di cui è stato rettore dal 2005 al 2015), presidente della Conferenza dei rettori delle università svizzere e presidente del consiglio di amministrazione della "Chiesa evangelica di lingua italiana" basilese di rito valdese.

## Biografia
Ha conseguito la licenza liceale europea nel 1972 alla scuola europea di Bruxelles. In seguito ha studiato egittologia, linguistica e semitistica all'Università di Torino, dove si è laureato nel 1977 (relatore Fabrizio A. Pennacchietti) e dove lavorò come assistente fino al 1981. Grazie a una borsa di studio della Fondazione Alexander von Humboldt, studiò poi all'Università di Gottinga dove nel 1984 ottenne l'abilitazione. Dal 1983 al 1986 è stato docente all'Università di Perugia e in parte, contemporaneamente, in quella di Gottinga.
Nel 1987 l'Università di Perugia lo nominò professore straordinario di linguistica camito-semitica. Qui insegnò e condusse attività di ricerca fino al 1989, quando fu nominato professore ordinario di egittologia e direttore del Department for Near Eastern Languages and Cultures all'Università della California, cariche che mantenne fino al 2000. In questo periodo fu anche professore ospite all'Università Ebraica di Gerusalemme, all'École pratique des hautes études di Parigi e all'Università di Heidelberg.
Nel 2000 è stato nominato professore ordinario di egittologia all'Università di Basilea e, grazie a questa carica, è diventato decano della Facoltà Filosofico-storica, presidente della commissione di programmazione e presidente della commissione bibliotecaria. Nel 2005 è stato eletto rettore dell'università per il periodo 2006-2010. Il 12 febbraio 2015 ha fatto sapere che dal 31 luglio successivo si sarebbe ritirato dall'incarico di rettore per dedicarsi completamente all'insegnamento e alla ricerca.
È membro dell'Accademia delle scienze di Gottinga, dell'Istituto archeologico germanico, dell'Academia Europæa e di altre importanti associazioni scientifiche internazionali. È inoltre coeditore della Zeitschrift für Ägyptische Sprache und Altertumskunde e redattore della rivista Lingua Aegyptia – Journal of Egyptian Language Studies.

## Pubblicazioni
- Das Verbalsystem im Ägyptischen und im Semitischen, Harrassowitz, 1986[5]
- Topos und Mimesis, Harrassowitz, 1986
- Ancient Egyptian - a linguistic introduction, Cambridge University Press, 1995
- Ancient Egyptian literature: history and forms, Brill, 1996
- La pensée et l'écriture: pour une analyse sémiotique de la culture égyptienne, Cybèle, 2012
- Vom Schriftbild, Schwabe Verlag, 2007
- Slavery and servitude, 2012 (articolo)
- The Ancient Egyptian Language, Cambridge University Press, 2013
- Die entzauberte Universität, Passagen, 2016